# Hans Waldenfels
Hans Waldenfels (ur. 20 października 1931 w Essen, zm. 12 listopada 2023 tamże) – niemiecki duchowny katolicki, jezuita, doktor habilitowany teologii, profesor teologii fundamentalnej i teologii religii niechrześcijańskich na Uniwersytecie w Bonn.
Długoletni misjonarz w Japonii, doktor honoris causa Akademii Teologicznej w Warszawie (1993), uznany autor wielu prac naukowych z zakresu teologii.